# Гасинг

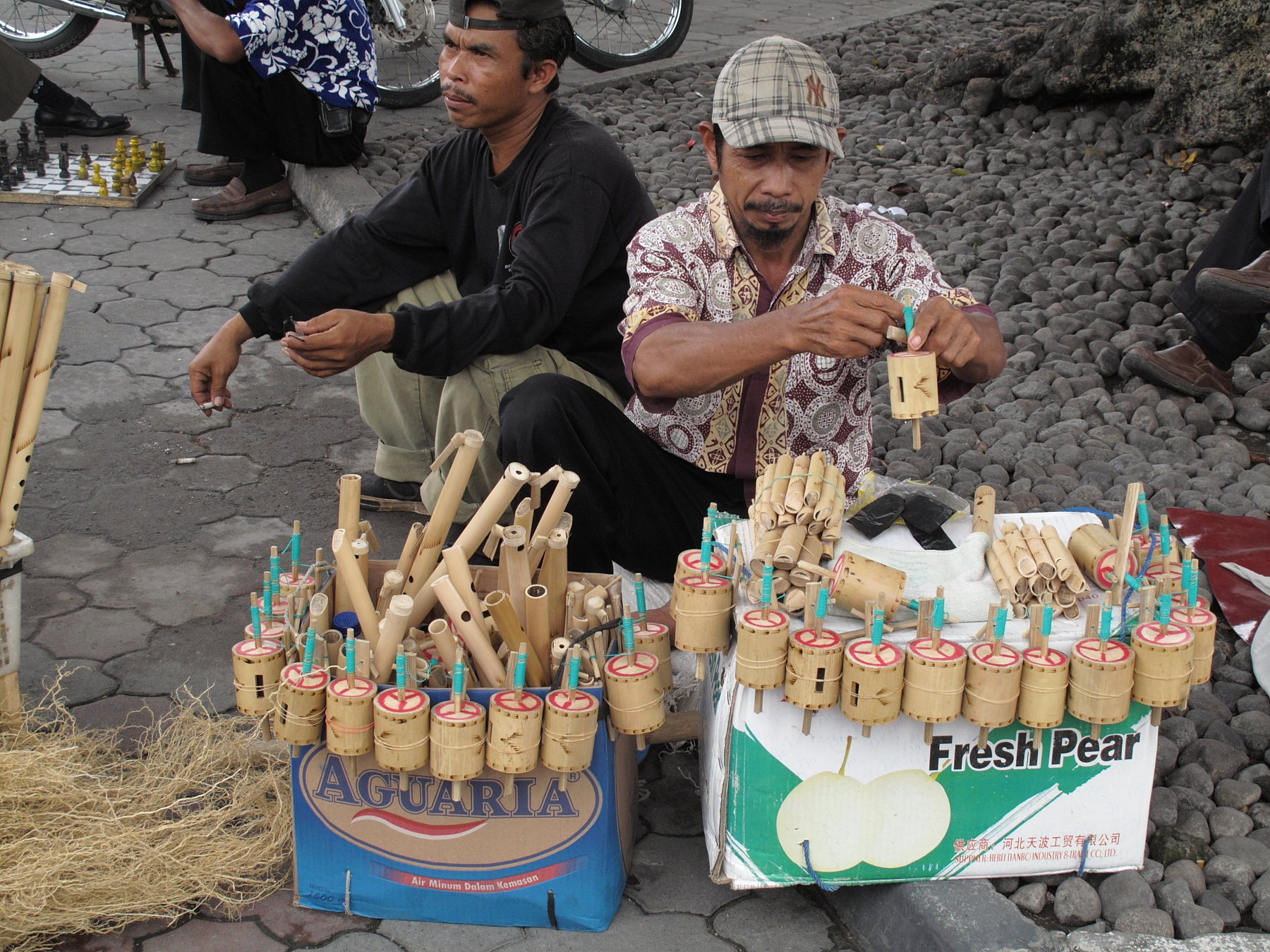
Продажа бамбуковых гасингов в Джокьякарте, Ява

Гаси́нг (малайск. gasing, индон. gasing, реже gangsing — «волчок») — традиционная игра в волчок, приводимый в движение с помощью верёвочной плётки, широко распространённая в Малайзии и Индонезии. Имеет многочисленные региональные вариации.

## Распространение игры
Исторически гасинг пользуется большой популярностью практически на всей территории континентальной Малайзии (наиболее древние традиции игры зафиксированы в султанатах Келантан и Тренгану), а также в районах Индонезии, населённых малайцами и близкородственными им народностями (прежде всего, восточное побережье Суматры, архипелаг Риау, острова Банка, Белитунг, Бинтан). По мере распространения малайских культурных традиций игра в волчок распространилась практически во всех частях Малайского архипелага, приобретя множество  разновидностей.
Традиционно приспособления для игры в гасинг изготовляются кустарно, однако в конце XX — начале XXI века как в Малайзии, так и в Индонезии было налажено их масштабное фабричное производство, что способствовало дальнейшей популяризации игры практически на всей территории этих стран. Помимо вышеупомянутых исконных районов существования гасинга, весьма широкое распространение он получил на Яве, Сулавеси, Калимантане, Малых Зондских островах — прежде всего в сельской местности.

## Правила и виды гасинга
Общим для всех разновидностей игры является вращение волчка (собственно, гасинга) с помощью веревочной плётки. Игра, как правило, ведётся двумя соперниками или двумя соперничающими командами: каждая из сторон управляет одним или несколькими волчками. Задачей игры один на один иногда может быть просто максимально долгое удержание своего волчка во вращающемся состоянии, однако чаще — особенно в командных играх — требуется проведение его по определённой траектории и/или целенаправленное столкновение с волчком противника с тем, чтобы предотвратить выполнение им соответствующей задачи.
В Малайзии, несмотря на наличие множества местных вариаций игры, существуют унифицированные правила командного гасинга, утверждённые национальным Министерством туризма и культуры. В соответствии с ними игра ведется двумя командами из 4 человек с одним запасным на квадратной площадке размером 8 на 8 метров. Каждая из команд одновременно управляет 4 волчками, которые необходимо в кратчайшее время провести из стартовой зоны в одну из финишных зон — кругов диаметром 75 см. Предусмотрено деление игроков на три возрастные категории: взрослых (с 18 лет), юниоров (13—18 лет) и детей (до 13 лет). Приняты два стандарта по размерам и весу волчка, который имеет форму, близкую к луковице: у взрослых и юниоров его окружность составляет от 36 до 46 см, высота — от 8 до 12 см и вес не превышает 800 граммов, у детей, соответственно, от 34 до 36 см, от 7 до 10 см и не более 600 граммов.
В различных регионах существуют не только разные правила, но и различные формы и размеры волчка, который обычно изготовляется из дерева. Если для большей части районов Малайзии характерны волчки более или менее однотипной луковичной формы, то индонезийскому гасингу свойственно исключительное многообразие. Так, на центральной Яве используются цилиндрические волчки, сделанные, как правило, из колена бамбука; на острове Бали — в форме перевернутого конуса, на острове Бинтан — массивные, практически шарообразные, на острове Ломбок — в форме плоского диска, насаженного на стержень, как правило в разноцветной раскраске. Плётки в основном имеют однообразную форму, представляя собой, по-существу, верёвки, сплетённые из натуральных или синтетических волокон.

## Соревнования по гасингу
Как в Малайзии, так и в Индонезии существуют традиции масштабных состязаний по игре в гасинг, например, между соседними деревнями. В Малайзии под эгидой Министерства туризма и культуры регулярно проводится Общенациональный фестиваль гасинга, в рамках которого проходит открытый чемпионат страны по различным видам этой игры с участием любителей из Индонезии и других стран Юго-Восточной Азии.